# Podolí (district de Vsetín)
Pour les articles homonymes, voir Podolí.
Podolí (en allemand : Podol, auparavant Podoly) est une commune du district de Vsetín, dans la région de Zlín, en République tchèque. Sa population s'élevait à 265 habitants en 2020.

## Géographie
Podolí se trouve à 10 km au sud-ouest de Valašské Meziříčí, à 15 km au nord-ouest de Vsetín, à 27 km au nord-est de Zlín et à 257 km à l'est-sud-est de Prague.
La commune est limitée par Police au nord et au nord-ouest, par Oznice, Mikulůvka et Loučka à l'est, par Kateřinice au sud, par Rajnochovice au sud-ouest et par Kunovice et Loučka à l'ouest.

## Histoire
La première mention écrite du village date de 1370.